# Ana Maria Șomoi
Ana Maria Șomoi (n. Lazer, 22 septembrie 1979, în Boroaia, jud. Suceava) este o fostă jucătoare de handbal din România, componentă a echipei României care a câștigat medalia de argint la Campionatul Mondial din 2005, desfășurat în Rusia. Ana Maria Șomoi a evoluat pe postul de pivot, iar ultimul club la care a fost legitimată înainte de retragerea din activitate a fost HC Zalău.

## Carieră
Ana Maria Șomoi a început să joace handbal la îndemnul profesoarei Luminița Ciocârlan, care a urmărit-o în timp ce juca volei la Școala nr. 4 din Piatra Neamț. Ea a devenit componentă a Liceului cu Program Sportiv din oraș, unde a avut-o dirigintă pe aceeași Ciocârlan.
Prima echipă de senioare în care a jucat Șomoi a fost FibrexNylon Săvinești, alături de care, în 2001, a câștigat medalia de bronz în Liga Națională și a intrat în vizorul Silcotub Zalău, la acea vreme una din cele mai puternice formații românești. Alături de Silcotub, handbalista a câștigat de două ori Liga Națională și o Cupă a României.
Între 2005 și 2007, Șomoi a evoluat în Ungaria, la Győri ETO Kézilabda Club, avându-le printre colege pe Aurelia Brădeanu, Simona Gogîrlă sau Simona Spiridon. Împreună cu echipa din Győr, Ana Maria Șomoi a câștigat, în 2006, medalia de aur în Liga Feminină Ungară și Cupa Ungariei.
Ana Maria Șomoi a jucat pentru selecționata națională a României în 58 de partide, în care a înscris 80 de goluri. Ea este căsătorită cu Gabriel Șomoi, fost voleibalist la Zalău.

## Palmares

### Club
- Liga Națională:
  - Medalie de aur: 2004, 2005
  - Medalie de argint: 2002
  - Medalie de bronz: 2001, 2012

- Cupa României:
  -  Câștigătoare: 2003
  - Finalistă: 2002

- Supercupa României:
  - Finalistă: 2011

- Nemzeti Bajnokság I:
  - Medalie de aur: 2006

- Magyar Kupa:
  -  Câștigătoare: 2006

- Cupa EHF:
  - Finalistă: 2012
  - Semifinalistă: 2013

- Cupa Cupelor EHF:
  - Finalistă: 2006

- Cupa Challenge:
  - Semifinalistă: 2003

### Echipa națională
- Campionatul Mondial:
  -  Medalie de argint: 2005